# I Just Wanna Dance Again
I Just Wanna Dance Again – singel francuskiej piosenkarki Amandy Lear, wydany w 2002 roku.

## Ogólne informacje
Był to drugi i ostatni singel promujący powrotną płytę piosenkarki pt. Heart. Utwór został wyprodukowany przez Laurenta Wolfa i utrzymany jest w tanecznym stylu pop/dance. Piosenka została wielokrotnie remiksowana, m.in. przez Juniora Vasqueza.

## Teledysk
Do piosenki powstał teledysk wyreżyserowany przez Krisa Gautiera. W wideoklipie użyto remiks Pumpin’ Dolls.

## Lista ścieżek
- CD single (Niemcy)[2]

1. „I Just Wanna Dance Again” (Pumpin’ Dolls Radio Edit) – 3:51
2. „I Just Wanna Dance Again” (Junior’s Transatlantic Radio Mix) – 3:59
3. „I Just Wanna Dance Again” (Laurent Wolf Radio Edit) – 3:50
4. „I Just Wanna Dance Again” (French Riviera Long Mix) – 4:40
5. „I Just Wanna Dance Again” (Frenchie’s Disco Mix) – 5:01

- CD single (Francja)[3]

1. „I Just Wanna Dance Again” (Pumpin’ Dolls Muse On Speed Club Mix) – 8:22
2. „I Just Wanna Dance Again” (Laurent Wolf Club Mix) – 4:04
3. „I Just Wanna Dance Again” (Junior’s Transatlantic Pop Mix) – 8:26
4. „I Just Wanna Dance Again” (French Riviera Long Mix) – 4:37
5. „I Just Wanna Dance Again” (Video) – 3:36